# Великая Княгиня Ксения Александровна (учебное судно)
Великая Княгиня Ксения Александровна, Свобода, Моряк  — учебное судно Российского Императорского, белого флота и Русской эскадры.

## История
Стальной барк был специально спроектирован и построен в качестве учебного судна Бакинского и Астраханского училищ дальнего плавания. Автором проекта и наблюдающим за постройкой был корабельный инженер Р. М. Ловягин. Официальным заказчиком выступил Отдел торговых портов Главного управления торгового мореплавания и портов. Общая стоимость заказа составила 182 500 рублей Судно было заложено на Сормовском заводе в 1903 году и спущено на воду 29 сентября 1904 года. После проверки заводской комиссией начальной остойчивости 30 октября судно было выведено на рейд. 2 ноября на судно прибыла приемочная комиссия, и барк отправился в Петровск, где после устранения недоделок комиссия приняла судно в казну, сдав его попечительскому комитету Бакинского училища дальнего плавания.
Ходовые испытания выявили большую валкость судна, неудобную планировку помещений и надстроек и прочие недостатки, вследствие которых судно до Баку пришлось вести на буксире.
15 июня 1905 года судно с учениками на борту вышло в первое учебное плавание по Каспийскому морю. 3 июня 1907 года специальная комиссия при капитане Бакинского порта признала судно непригодным для плавания под парусами ввиду малой остойчивости. Было принято решение о замене рангоута. В 1908 году барк отбуксировали по внутренней водной системе в Гельсингфорс. В 1910 году судно прошло модернизацию на заводе Крейтона в Або. Мощность паровой установки была увеличена вдвое. Путём изменения парусного вооружения судно было переделано в баркентину с уменьшенной площадью парусности. В том же 1910 году было принято решение о передаче судна Одесскому училищу торгового мореплавания.
Накануне Первой мировой войны переоснащенное судно вышло в плавание вокруг Европы и должно было прибыть в Одессу. Однако начало войны застало его в Греции, и оно стало на якорь близ порта Пирей. После Февральской революции судно было переименовано в «Свободу» и занималось перевозкой солдат с Салоникского фронта для пополнения белой армии. После падения Крыма судно осталось в Константинополе, где служило ночлежкой для русских беженцев. 6 ноября 1920 года белогвардейский флот, направляясь в Бизерту, взял с собой и оставленную экипажем «Свободу» (командиром был назначен бывший штурман линкора «Императрица Мария» старший лейтенант А. Г. Рыбин, а старшим офицером — лейтенант Г. А. Мейрер), которая за неопытностью команды, состоящей из гардемарин, шла на буксире сначала у канонерской лодки «Страж», а затем у крейсера «Генерал Корнилов». 29 декабря 1920 года судно прибыло в Бизерту и было введено в Бизертское озеро.
В Бизерте «Свобода», переименованная в «Моряк» (командир старший лейтенант М. М. Максимович), была причислена в качестве учебного судна к возрожденному Морскому корпусу. С июня 1921 года гардемарины и кадеты ходили на нем по Бизертскому озеру. 21 сентября 1922 года судно вышло в последнее плавание, а 27 сентября «Моряк» был разоружен, но продолжал выполнять функции учебного судна, оставаясь у стенки. После расформирования Русской эскадры был пущен на слом.